# علمدان سفلي (مقاطعة فراشبند)
علمدان سفلي (بالفارسية: علمدان سفلی) هي قرية تقع في قسم دجغاه الريفي في إيران. يقدر عدد سكانها بـ 190 نسمة بحسب إحصاء 2016.